# Dentiraja
Dentiraja – rodzaj ryb chrzęstnoszkieletowych z rodziny rajowatych (Rajidae).

## Rozmieszczenie geograficzne
Do rodzaju należą gatunki występujące w wodach otaczających Australię (zachodni i południowo-zachodni Ocean Spokojny oraz wschodni Ocean Indyjski).

## Morfologia
Długość ciała do 72,3 cm.

## Systematyka
Rodzaj (w randze podrodzaju w obrębie Raja) zdefiniował w 1940 roku australijski ichtiolog Gilbert Percy Whitley w publikacji własnego autorstwa poświęconej rybom Australii. Gatunkiem typowym jest (oryginalne oznaczenie (także monotypowe)) D. lemprieri.

### Etymologia
- Dentiraja: łac. dens, dentis ‘zęby’; raia ‘raja, płaszczka’[5].
- Argoraja: Argos (gr. Αργος Argos, łac. Argus), w mitologii greckiej to olbrzym o stu wiecznie czuwających oczach[6] (w aluzji do licznych ciemnych plamek na ciele gatunku typowego); łac. raia ‘raja, płaszczka’[7]. Gatunek typowy (oryginalne oznaczenie (także monotypowe)): Raja polyommata Ogilby, 1910.

### Podział systematyczny
Do rodzaju należą następujące gatunki:
- Dentiraja australis (Macleay, 1884)
- Dentiraja cerva (Whitley, 1939)
- Dentiraja confusa (Last, 2008)
- Dentiraja endeavouri (Last, 2008).
- Dentiraja falloargus (Last, 2008)
- Dentiraja flindersi Last & Gledhill, 2008
- Dentiraja healdi (Last, White & Pogonoski, 2008)
- Dentiraja lemprieri (Richardson, 1845)
- Dentiraja oculus (Last, 2008)
- Dentiraja polyommata (Ogilby, 1910)